# Соснові насадження (заповідне урочище, Костопільський район, кв. 48)
Сосно́ві наса́дження — лісове заповідне урочище в Україні. Розташоване в межах Костопільського району Рівненської області. 
Площа 1,9 га. Створене рішенням Рівненського облвиконкому № 343 від 22.11.1983 року. Землекористувач: ДП «Костопільський лісгосп» (Мащанське лісництво, кв. 48, вид. 27). 
Це невеликий піщаний пагорб, на якому зростають високопродуктивні соснові насадження. Ліс двоярусний. Перший ярус утворює сосна заввишки бл. 26 м, віком — 150 років, діаметром 80-90 см. У другому ярусі граб звичайний заввишки 15-17 м, діаметром стовбура — 15-22 см. Зрідка відмічені береза та дуб. Із чагарників трапляються бруслина бородавчаста, крушина ламка, бузина чорна.